# Oligoclada sylvia
Oligoclada sylvia är en trollsländeart som först beskrevs av Kirby 1889.  Oligoclada sylvia ingår i släktet Oligoclada och familjen segeltrollsländor. Inga underarter finns listade i Catalogue of Life.